# Ali Ahraoui
Ali Ahraoui (ur. 15 lutego 1979) – niemiecki bokser pochodzenia marokańskiego.

## Kariera amatorska
Jako amator, Ahraoui w 1999 r. zdobył brązowy medal na Mistrzostwach Świata w kategorii lekkopółśredniej. Reprezentant Niemiec przegrał swoją półfinałową walkę z Francuzem Willym Blainem